# 菅下清廣
菅下 清廣（すがした きよひろ、1946年 - ）は、日本の実業家、経済評論家。スガシタパートナーズ株式会社代表取締役社長、立命館アジア太平洋大学学長特別顧問。

## 来歴
和歌山県生まれ。
奈良県立奈良高等学校を経て、1969年に立命館大学経済学部を卒業し、大和証券に入社。
1974年にメリルリンチに転じ、1980年にはVice presidentに就任。1984年、キダー・ピーボディに転じ、事業法人担当最高責任者に就任。
1989年にラザードジャパンアセットマネジメント株式会社に転じ、1991年には代表取締役社長に就任。1998年に同社を退き、顧問となる。
その後は独立し、1998年3月にファイナンシャルサービス株式会社を設立。2009年4月にはスガシタパートナーズ株式会社を設立。同じく2009年、立命館アジア太平洋大学学長特別顧問に就任。
国内外の金融機関および上場企業の金融顧問、新興企業のアドバイザーを務める。

## 著書
『2011年まで待ちなさい！』（フォレスト出版）2009年5月

『世界のマネーは東へ動き出した』（フォレスト出版）2009年11月

『2020年の教科書 ～10年後も必要とされる人材になる方法～』（フォレスト出版）2010年1月

『アブストラクト化する世界経済』（フォレスト出版）2010年6月

『新しい富の作り方』（フォレスト出版）2010年12月

『2011年の衝撃！』（フォレスト出版）2011年5月

## CD
最新マーケットレポート『スガシタレポート』（毎年3・6・9・12月に発売）

## テレビ・ラジオ出演

### テレビ
- NEWS FINE（テレビ東京）2011年4月8日

### ラジオ
- 菅下清廣のハードマネー（文化放送）
- 菅下清廣のIRサプリ（ラジオNIKKEI）